# Клозе, Алекс
Александр Клозе или Алекс Клозе (нидерл. Alex Close;  26 ноября 1921, коммуна Самбрвиль, провинция Намюр, Бельгия — 21 октября 2008, коммуна Сомбреф, провинция Намюр, Бельгия ) — бельгийский профессиональный шоссейный велогонщик в 1949-1959 годах. Победитель многодневных велогонок: Тур Бельгии (1955), Критериум Дофине (1956). 

## Достижения
1949
4-й Вуэльта Каталонии — Генеральная классификация
1950
3-й Тур Алжира — Генеральная классификация
1951
1-й — Этап 1 Тур Люксембурга
1952
1-й — Этап 3 Тур Люксембурга
7-й Тур де Франс — Генеральная классификация
8-й Вызов Дегранж-Коломбо
8-й Тур Люксембурга — Генеральная классификация
1953
1-й — Этап 5 Тур Бельгии
2-й Тур Люксембурга — Генеральная классификация
4-й Тур де Франс — Генеральная классификация
8-й Флеш Валонь
10-й Вызов Дегранж-Коломбо
1954
1-й — Этап 4b Тур Бельгии
3-й Гран-при Канн
9-й Критериум Дофине — Генеральная классификация
1955
1-й Тур Бельгии — Генеральная классификация
1-й — Этап 1 Дварс дор Фландерен
5-й Тур Люксембурга — Генеральная классификация
9-й Тур де Франс — Генеральная классификация
1956
1-й Критериум Дофине — Генеральная классификация
1-й — Этап 8
3-й Льеж — Бастонь — Льеж
7-й Тур Бельгии — Генеральная классификация
1957
8-й Тур Бельгии — Генеральная классификация
1958
9-й Критериум Дофине — Генеральная классификация
9-й Париж — Брюссель

## Статистика выступлений

### Гранд-туры
| Гранд-тур                 | 1952 | 1953 | 1954 | 1955 | 1956 | 1957 |
| ------------------------- | ---- | ---- | ---- | ---- | ---- | ---- |
| Джиро д’Италия            | 13   | —    | —    | —    | —    | —    |
| Тур де Франс              | 7    | 4    | 29   | 9    | 17   | НФ   |
| (c 2010 ) Вуэльта Испании | НП   | НП   | НП   | —    | —    | —    |

| —  | Не участвовал        |
| НП | Гонка не проводилась |
| НФ | Не финишировал       |